# Medalla commemorativa de la Guerra Italo-Turca (1911-1912)
La medalla commemorativa de la guerra italo-turca (1911-1912) (italià: medaglia commemorativa della guerra italo-turca) va ser una condecoració concedida pel Regne d'Itàlia a tots els que havien participat en la guerra italo-turca, establerta el novembre de 1912; havent quedat obsolet, només va ser abolit el 2011.

## Història
El període d'operacions que donava dret a rebre l'honor va anar del 29 de setembre de 1911 (inici del conflicte) al 18 d'octubre de 1912 quan Itàlia va ocupar Líbia, Rodes i les illes del Dodecanès.
La medalla va ser encunyada a la ceca de Roma i va ser signada per Luigi Giorgi, gravador, així com per altres empreses que van obtenir el contracte d'encunyació. Algunes d'aquestes medalles es van fer en bronze platejat.

## Insígnia
La medalla consistia en un disc de plata de 32 mm de diàmetre que portava a l'anvers el rostre del rei Vittorio Emanuele III mirant a la dreta, al voltant de la llegenda: "VITTORIO. EMANUELE . III. RE. D' . ITALIA". Al dors hi havia la inscripció "GUERRA ITALO-TURCA 1911-1912" envoltada de dues branques de llorer en una corona.
La cinta constava de sis franges blaves alternades amb cinc franges vermelles fosques.
Les bandes de bronze que s'havien d'aplicar a la cinta informaven dels anys de campanya en què havia servit. Les barres estaven permeses durant els anys: 
"1911", "1911-12", "1912" i en alguns casos es van autoritzar les bandes de la Medalla commemorativa de la Campanyes de Líbia, molt semblants i que només es diferencien pel lema. La cinta de les dues medalles és idèntica.